# Dropbox
A Dropbox online fájltárolási szolgáltatás, amelyet a Dropbox Inc. üzemeltet. Lehetővé teszi állományok felhőben tárolását, szinkronizálását és megosztását. A szolgáltatás használatával különféle eszközök – mobiltelefonok, számítógépek stb. – kapcsolhatóak össze egy közös könyvtár révén: az egyik eszközzel létrehozott vagy módosított állományokat a rendszer automatikusan szinkronizálja a többi eszközzel.
A Dropbox Inc.-t Drew Houston és Arash Ferdowsi, MIT-en végzett mérnökök alapították 2007-ben.
A szolgáltatás a következő rendszereken érhető el: Microsoft Windows, Mac OS X, Linux, Android, iOS, BlackBerry OS, valamint böngésző segítségével.

## Történet
Az alkalmazás alapötlete Drew Houstonhoz fűződik, aki egyetemi évei alatt gyakran elfelejtette állományait tároló USB meghajtóját magával vinni, és online megoldást keresett erre a problémára. Az akkoriban elérhető lehetőségek fájlok interneten történő tárolására véleménye szerint sok hiányosságot tartalmaztak, és nem voltak kellőképpen felhasználóbarátok, így egy saját megoldáson kezdett el dolgozni, melynek első hivatalos verzióját a 2008-as TechCrunch50 konferencián mutatta be.
Jogviták miatt 2009-ig a „getdropbox.com” domainen volt elérhető a szolgáltatás, ezt követően került a „dropbox.com” címre.
Az OPSWAT statisztikái szerint a Dropbox 2011 decemberére felhasználóinak száma alapján az online biztonsági tárolók világpiacának 14,14%-át tartotta kézben. (2011 októberében több mint 50 millió felhasználót regisztráltak.)
Ezt követően a cég Japán felé kezdett terjeszkedni, szerződéseket kötött a Sony Ericsson és a SoftBank cégekkel. Érdekesség, hogy Kínában a szolgáltatás állami cenzúra miatt nem elérhető teljes mértékben.
2012 novemberére a felhasználók száma elérte a 100 milliót.
A gyors növekedéshez az is hozzájárult, hogy 2012 december 19-én felvásárolta a Snapjoy (internetes fotótároló rendszer) szervereit.

## Funkcionalitás
A Dropbox működésének kezdete óta – a felhasználók ötleteire is támaszkodva – számos szolgáltatással bővült. Ilyen például az azonnali üzenetek szinkronizálása, BitTorrent és jelszó menedzselés, távolról történő programindítás, rendszermegfigyelés, valamint elérhetővé tették az e-mailben való adatküldési lehetőséget is.
Csillag
A csillaggal megjelölt fájlok a „kedvencek” közé kerülnek, ennek eredményeképpen pedig internetkapcsolat nélkül, offline is megtekinthetőek.
Megosztott csatolmányok
Olyan számítógép használata esetén, amellyel nem érhető el a Dropbox, a SendToDropbox alkalmazásra való regisztráció segítségével elküldhetőek az állományok egy saját e-mail-címre, ezt követően pedig megjelennek a saját tárolóban az "Attachments" mappán belül.
Weboldal a dobozból
A Dropbox segítségével létrehozható saját weboldal. Ehhez több internetes szolgáltatás is elérhető, például a DropPages vagy a Pancake.io.
Egy helyre mentve
A szinkronizációs funkció (Megosztás/Sharing) segítségével közös dokumentumszerkesztés valósítható meg.
Több ingyenes tárhely
A szolgáltatás ingyenesen 2 GB tárhelyet biztosít, amelyhez további vásárolható. A vásárlás elkerülhető, további tárhelyhez juthat a felhasználó:
- Meghívottakért: minden meghívott és a szolgáltatást igénybe vevő új felhasználó után 500 megabájtnyi extra tárhely jár, a meghívottnak is
- 250 MB jár továbbá a bevezető lépések végignézéséért ("Getting Started").
- 125 MB jár közösségimédia-szolgáltatások csatolásáért is.
- Egyes mobiltelefongyártó cégek opcióként kínálják a plusz tárhelyet újabb modelljeik mellé. (pl.: HTC)[15]

## Versenytársak
Számos, a Dropboxszal azonos funkciójú, webes fájltároló szolgáltatás létezik. Közülük néhány:
- Just Cloud
- Zip Cloud
- SOS Online Backup
- SugarSync
- Mozy
- Backup Genie
- Box
- CrashPlan
- MEGA
- hubiC